# Undeutsch (Familienname)
Undeutsch ist der Familienname folgender Personen: 
- Albin Undeutsch (1870–1930), deutscher Gewerkschafter und Politiker (SPD), MdL Braunschweig
- Hermann Undeutsch (1844–1912), deutscher Ingenieur und Hochschullehrer
- Ida Undeutsch (1868–1938), deutsche Politikerin (SPD), MdL Braunschweig
- Paul Undeutsch (1875–1958), deutscher Architekt
- Udo Undeutsch (1917–2013), deutscher Psychologe und Hochschullehrer